# كونتيننتال: من عالم جون ويك
كونتيننتال: من عالم جون ويك (بالإنجليزية: The Continental: From the World of John Wick)‏ أو ببساطة كونتيننتال (بالإنجليزية: The Continental)‏ هو مسلسل تلفزيوني درامي أمريكي قادم تم تطويره بواسطة جريج كوليدج و كيرك وارد و شون سيمونز والذي يعد بمثابة بادئة وعمل منبثق من سلسلة جون ويك. تم إخراج المسلسل من قبل ألبرت هيوز وشارلوت براندستروم، مع وجود ميل جيبسون في دور البطولة في المسلسل.

## الإطلاق
في 15 أغسطس 2022، باعت ستارز المسلسل إلى بيكوك. في مارس 2023، صرح رئيس مجموعة ليونزغيت إنترتينمنت، جو دريك، أنه من المتوقع إطلاق المسلسل في أواخر عام 2023، قائلاً أيضًا إن الحلقات "على وشك الانتهاء". يبدأ عرض المسلسل المكون من ثلاثة أجزاء يوم الجمعة 22 سبتمبر المقبل، ويليه الجزء الثاني الذي سيعرض في 29 سبتمبر المقبل والجزء الثالث في 6 أكتوبر المقبل.